# Hastings (Oklahoma)
Hastings és una població dels Estats Units a l'estat d'Oklahoma. Segons el cens del 2000 tenia 155 habitants.

## Demografia
Segons el cens del 2000, Hastings tenia 155 habitants, 72 habitatges, i 50 famílies. La densitat de població era de 122,1 habitants per km².
Dels 72 habitatges en un 16,7% hi vivien nens de menys de 18 anys, en un 61,1% hi vivien parelles casades, en un 6,9% dones solteres, i en un 29,2% no eren unitats familiars. En el 25% dels habitatges hi vivien persones soles el 15,3% de les quals corresponia a persones de 65 anys o més que vivien soles. El nombre mitjà de persones vivint en cada habitatge era de 2,15 i el nombre mitjà de persones que vivien en cada família era de 2,57.
Per edats la població es repartia de la següent manera: un 14,8% tenia menys de 18 anys, un 4,5% entre 18 i 24, un 20% entre 25 i 44, un 32,9% de 45 a 60 i un 27,7% 65 anys o més.
L'edat mediana era de 53 anys. Per cada 100 dones de 18 o més anys hi havia 97 homes.
La renda mediana per habitatge era de 22.969 $ i la renda mediana per família de 23.281 $. Els homes tenien una renda mediana de 25.357 $ mentre que les dones 17.083 $. La renda per capita de la població era de 13.017 $. Entorn del 14,8% de les famílies i el 19,1% de la població estaven per davall del llindar de pobresa.

## Poblacions més properes
El següent diagrama mostra les poblacions més properes.